# بادية الشام

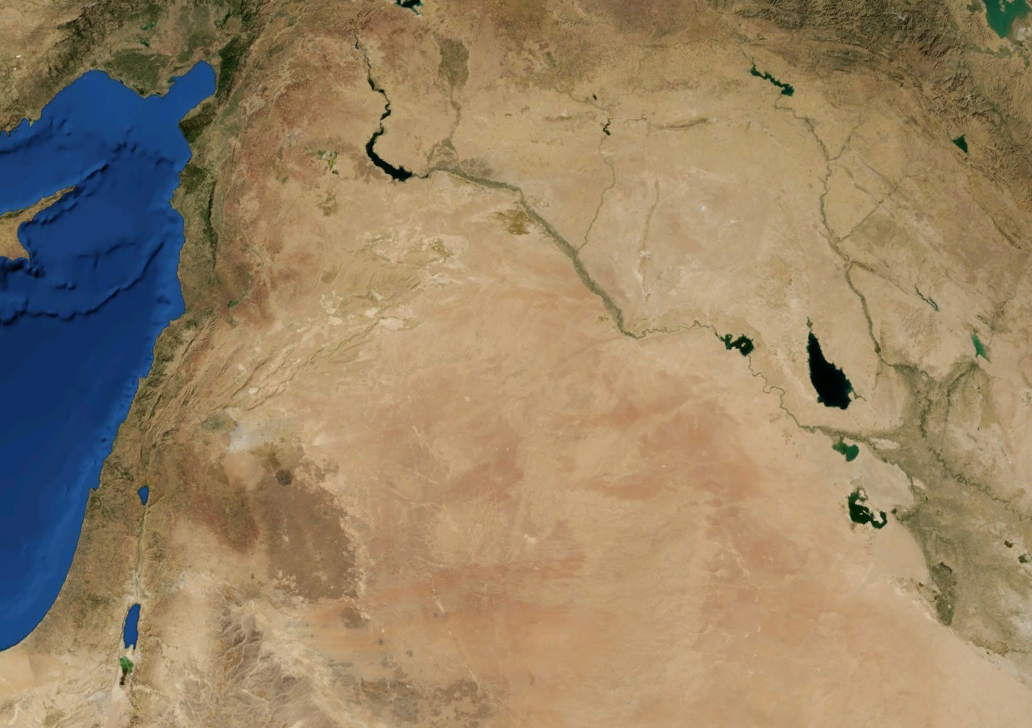
بادية الشام

بادية الشام أو البادية السورية أو صحراء السماوة بادية وصحراء (في بعض مناطقها). تقع جنوب شرق الجمهورية العربية السورية وتضم شمال شرق الأردن وغرب العراق وجزء من شمال السعودية. وتغطي مساحة 518.000 كم مربع. يسمى القسم الجنوبي الأوسط منها «الحماد» التي تقع بين عرعر والجوف شمال السعودية. في الشمال تحدها منطقة الهلال الخصيب. تتميز بادية الشام بمعدلات منخفضة من الأمطار سنوياً تقدر بحوالي 127 مم فقط. وتعيش فيها قبائل البدو الرحل التي تعتمد على الماشية والإبل.
يجتاز البادية الشامية أو كما أطلق عليها الرحالة الصحراء السورية من جهتها الجنوبية خط الأنابيب الذي أنشأته شركة أرامكو السعودية لإيصال النفط من رأس تنورة في السعودية عبر الجمهورية العربية السورية إلى ميناء صيدا في لبنان على ساحل البحر الأبيض المتوسط.

## معرض الصور

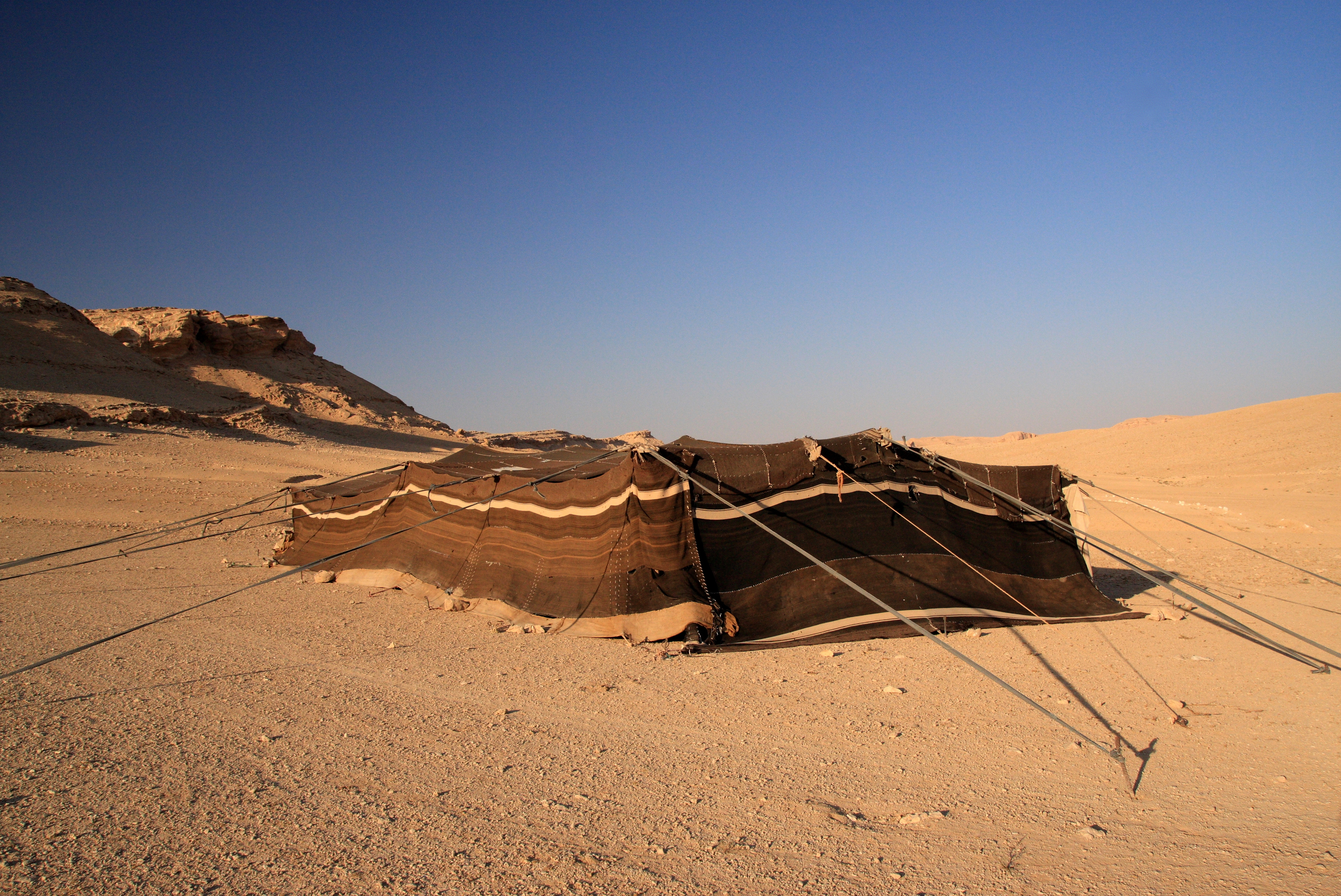
(بيت شعر بدوي) في الصحراء السورية
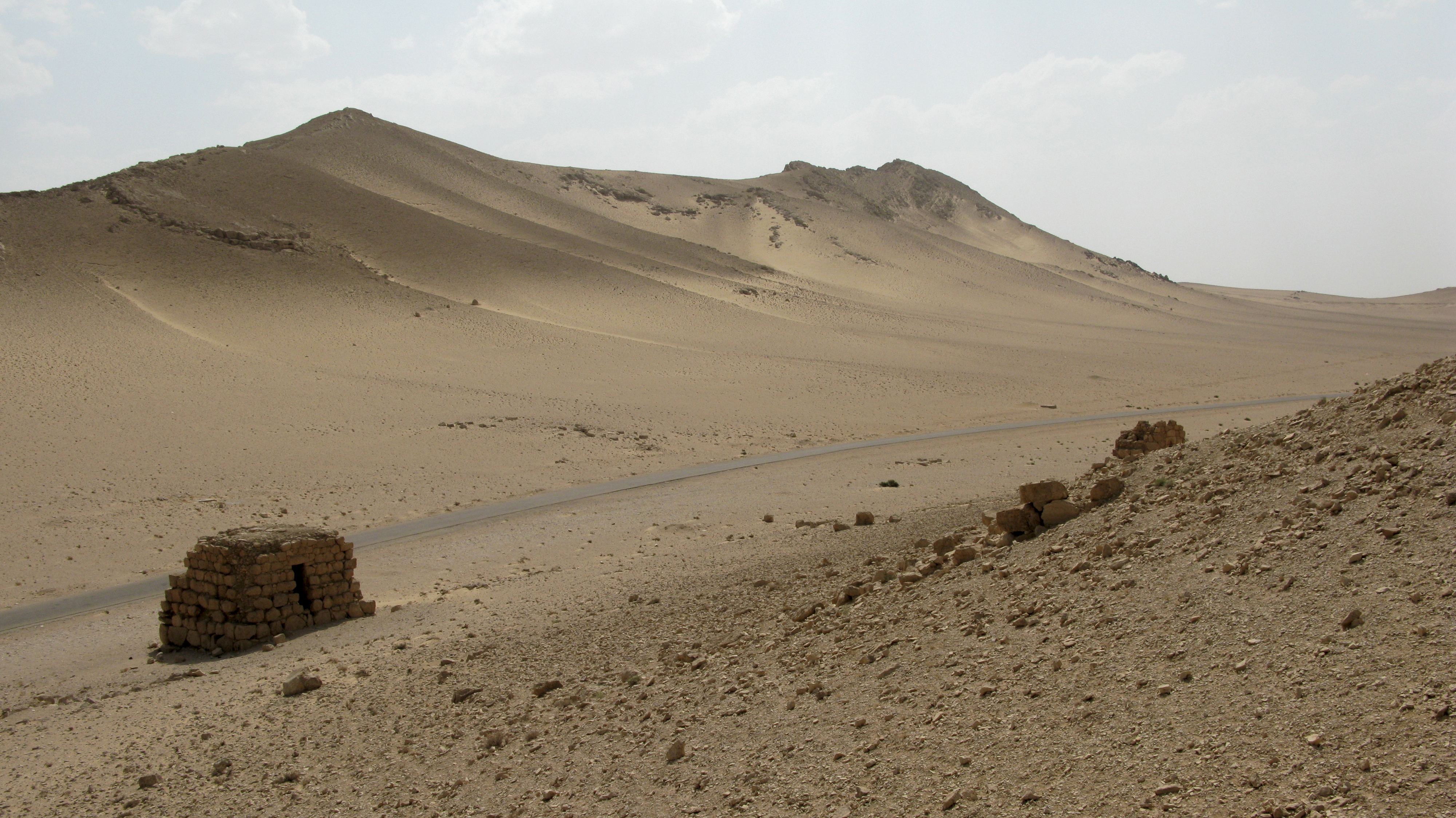
وادي القبور في الصحراء السورية
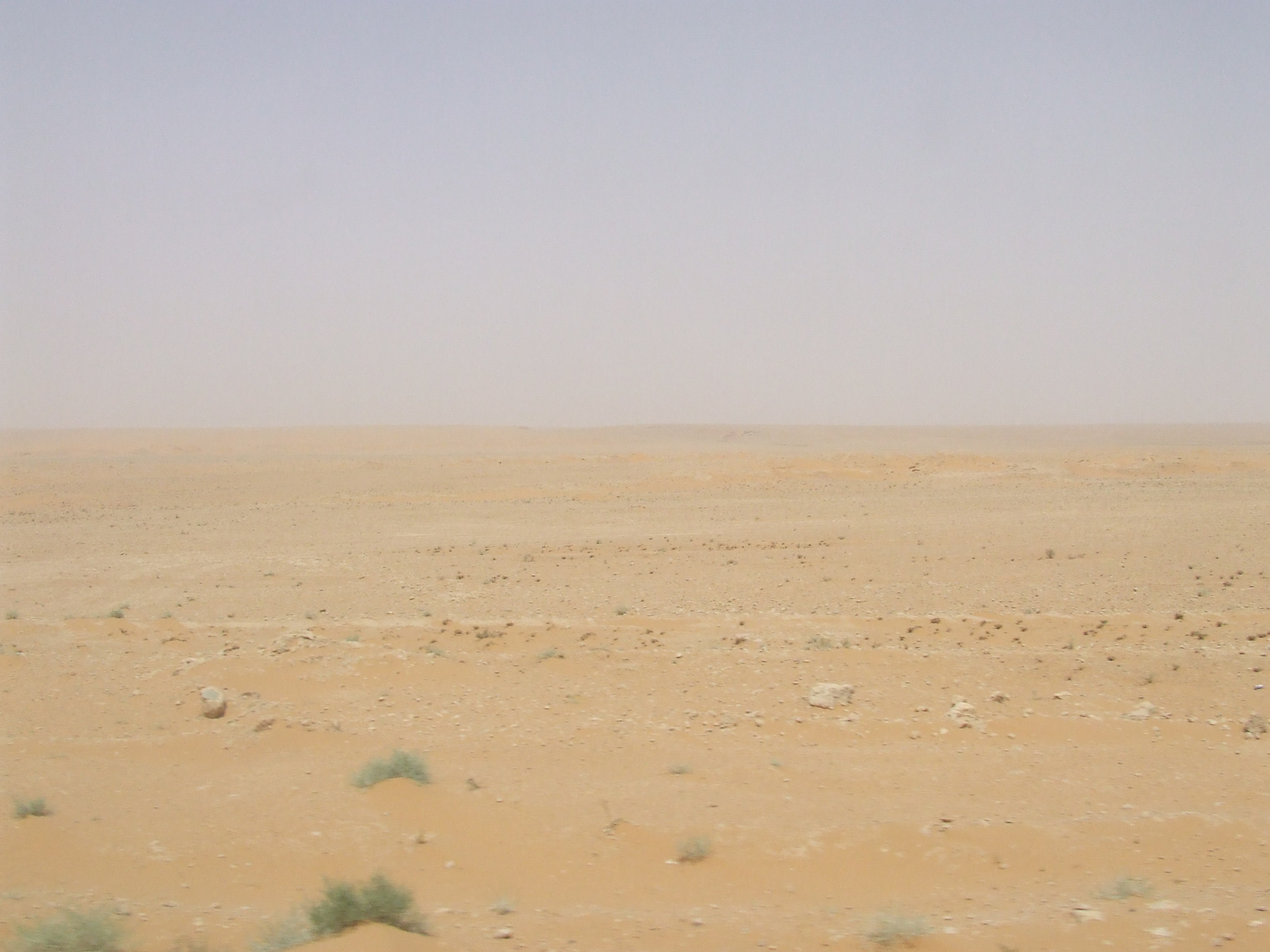
صورة لبادية الشام في منطقة واقعة بين دير الزور وتدمر
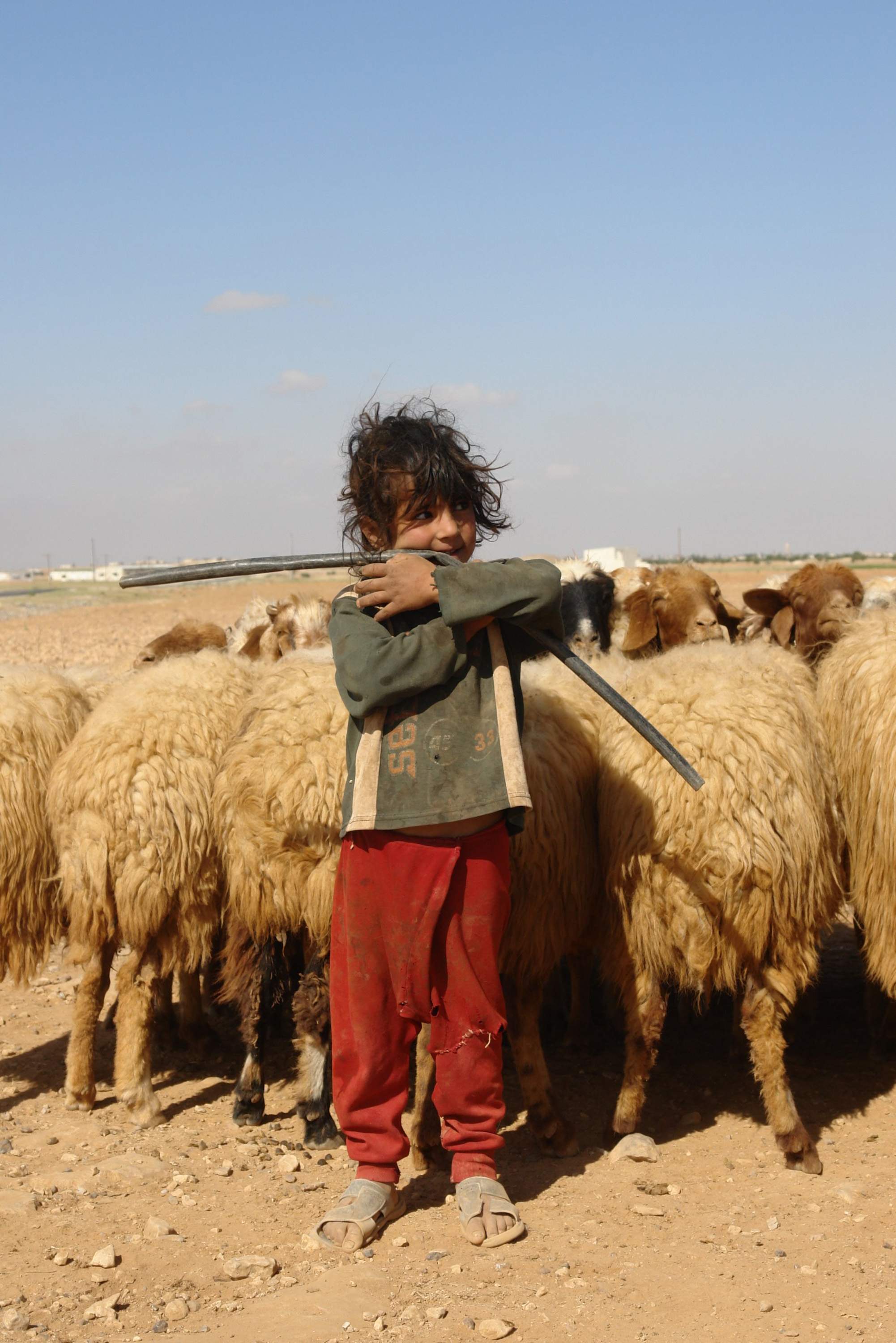
طفل بدوي من تدمر بجانب الاغنام
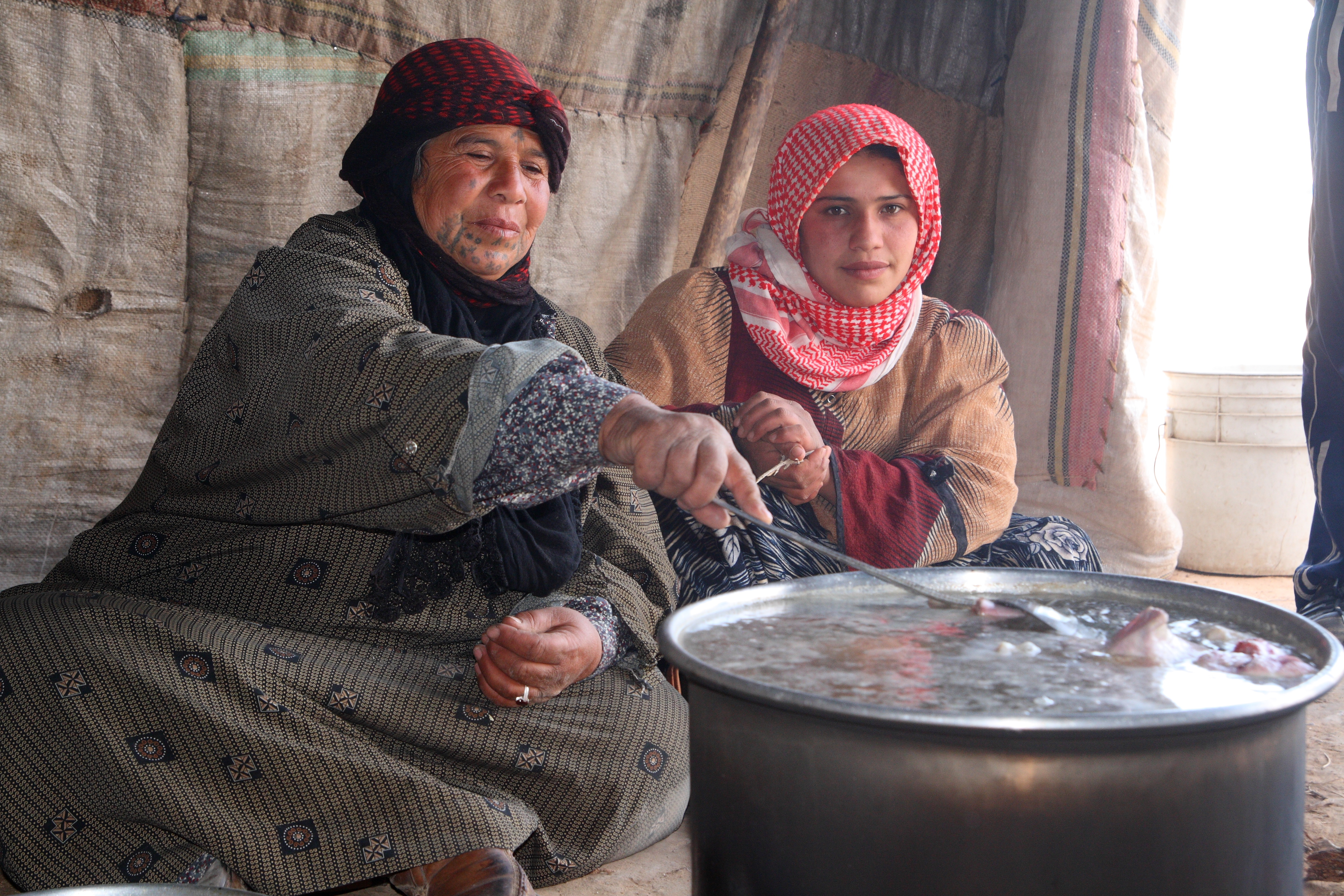
نساء بدويات سوريات
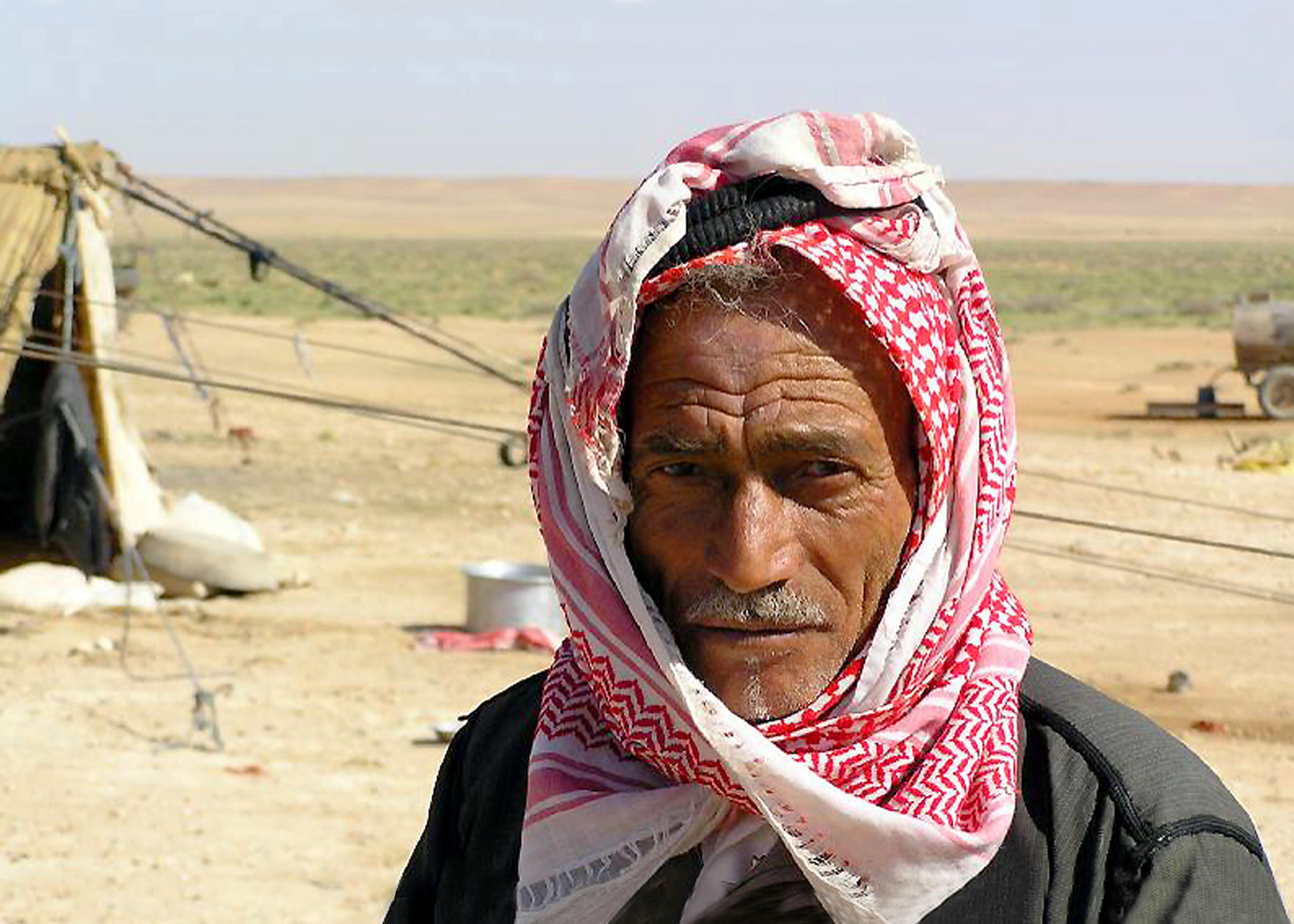
بدوي من تدمر
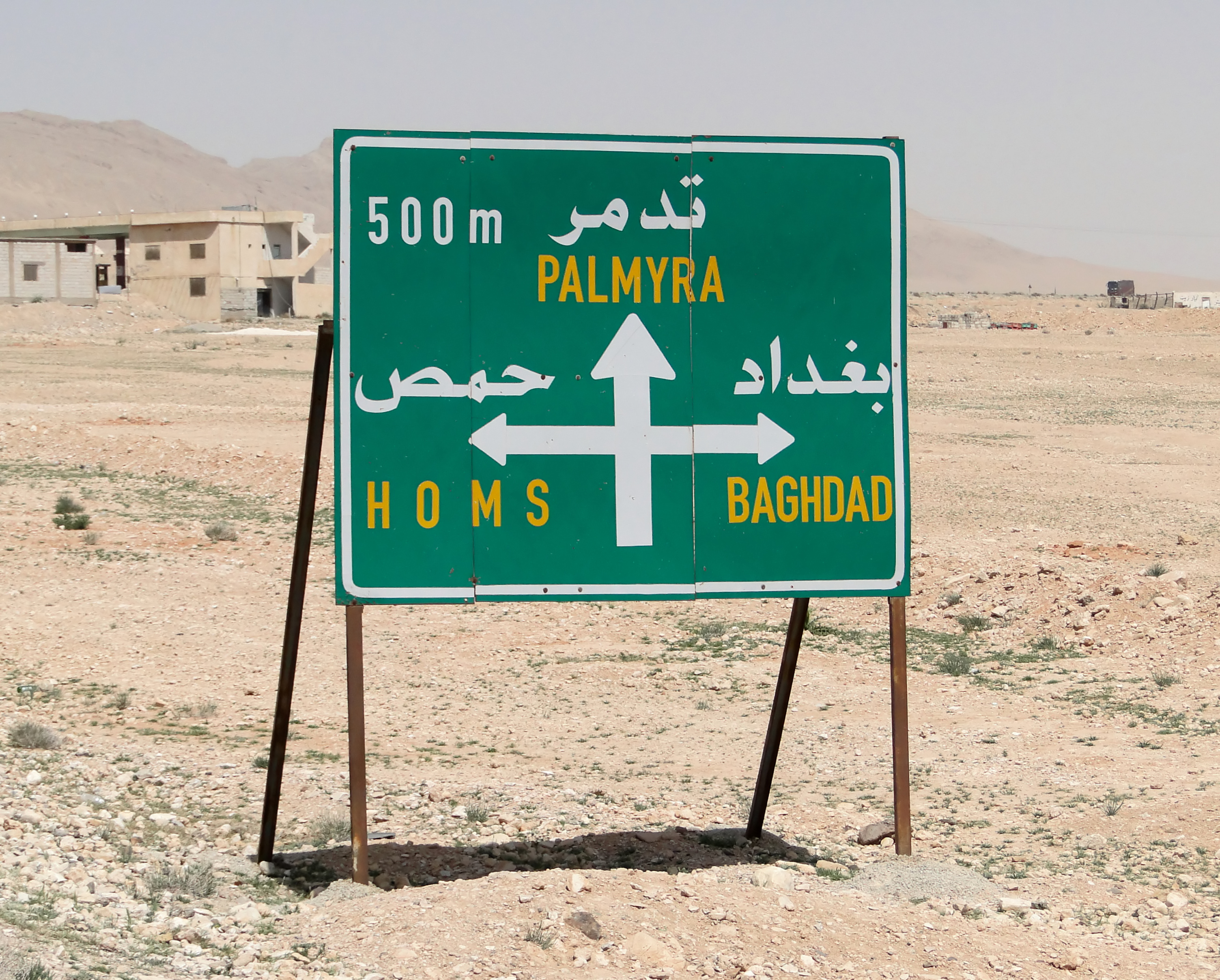
لافتة مرورية عند مفترق طرق حمص - تدمر - بغداد
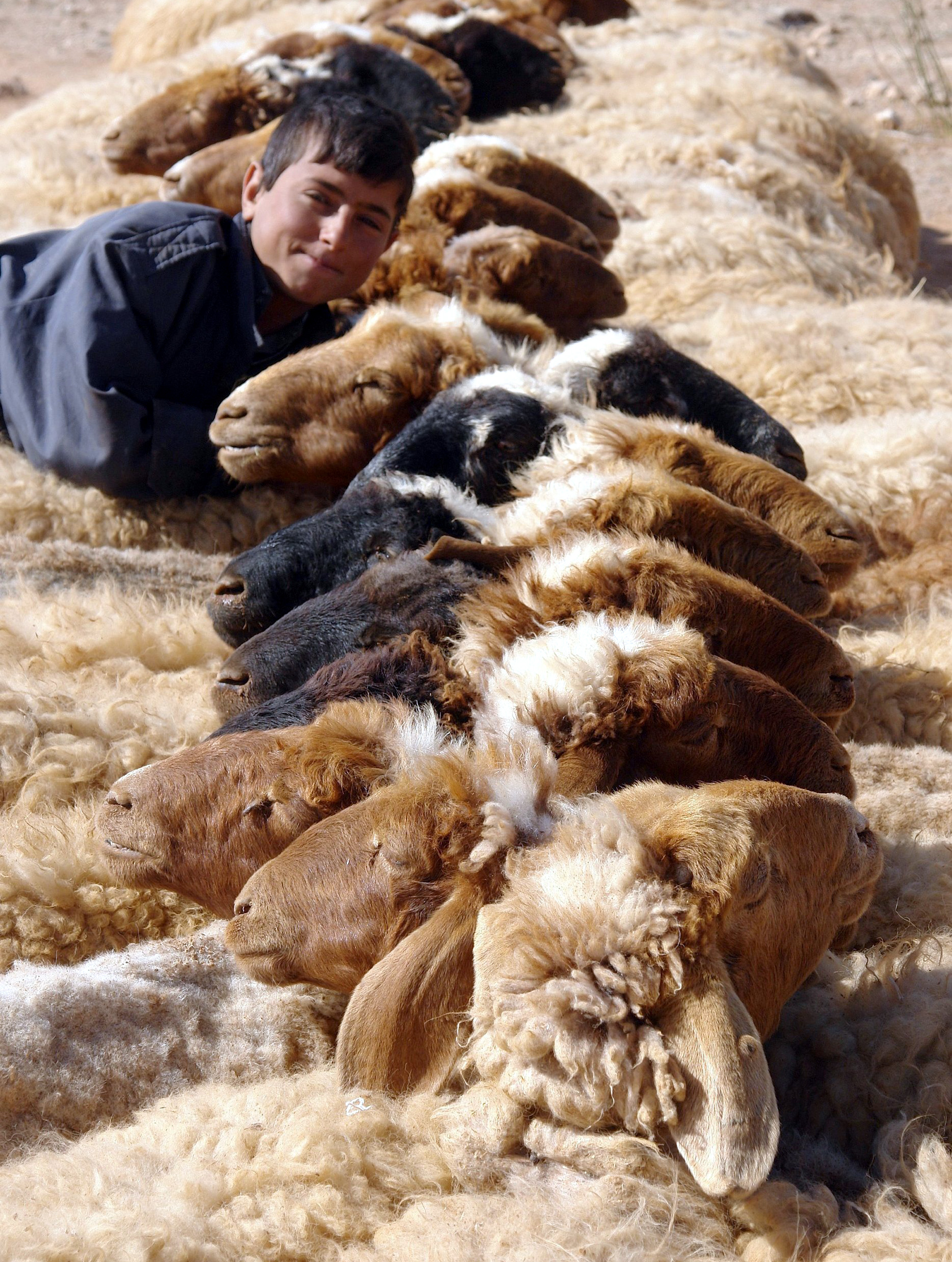
طفل بدوي يرعى الأغنام